# Felipe Induni
Felipe Induni Arquín (San José; 16 de agosto de 1940-San Rafael de Alajuela; 9 de agosto de 2017) fue un futbolista costarricense que jugaba como portero.

## Trayectoria
Se convirtió guardameta del Saprissa a partir de 1951 en categorías inferiores desde los 11 años, realizando su debut en la Primera División el 5 de abril de 1959. Antes de iniciar el Campeonato Nacional 1965, se retiró por una lesión en la columna que sufrió durante un entrenamiento en la selección de Costa Rica.

## Selección nacional

### Categorías inferiores
Representó a Costa Rica en categorías inferiores en el Campeonatos Centroamericanos y del Caribe 1956 y 1958, obteniendo el tercer lugar en el 1956 y el segundo lugar en el 1958.

### Selección absoluta
Sumó nueve partidos con la selección de Costa, cinco de ellos de clase A. Realizó su debut el 20 de marzo de 1960 contra México en la competición del Campeonato Panamericano de Fútbol 1960 por la derrota 0-3.

## Palmarés

### Títulos nacionales
| Título               | Equipo   | País       | Año  |
| -------------------- | -------- | ---------- | ---- |
| Copa Presidente      | Saprissa | Costa Rica | 1960 |
| Primera División     | Saprissa | Costa Rica | 1962 |
| Copa Presidente      | Saprissa | Costa Rica | 1963 |
| Campeón de Campeones | Saprissa | Costa Rica | 1963 |
| Primera División     | Saprissa | Costa Rica | 1964 |

### Títulos internacionales
| Título                                  | Equipo     | Sede      | Año  |
| --------------------------------------- | ---------- | --------- | ---- |
| Campeonato Centroamericano y del Caribe | Costa Rica | La Habana | 1960 |
| Campeonato Centroamericano y del Caribe | Costa Rica | San José  | 1961 |